# Pulicaria filaginoides
Espèce
Classification APG II (2003)
Statut de conservation UICN

 CR B2ab(iii) : 
En danger critique
Pulicaria filaginoides est une espèce de plantes à fleurs de la famille des Asteraceae. Elle est peut-être disparue.

## Description
Cette plante pubescente, dressée, de 20  à   30 cm possède des rameaux se divisant en angle droit. Les feuilles sont linéaires, possèdent une petite pointe et ont une base possédant des lobes. Les bractées de l'involucre sont inégales et linéaires. Les ligules ne dépassent pas l'involucre. Les capitules de 15 mm au plus fortement agglomérés par 3 à 5 au sommet des rameaux. Les akènes possèdent des côtes. Les aigrettes internes sont constituées de 8 à 10 soies égalant l'akène Quézel et Santa 1963, p. 946.

## Taxinomie
Cette plante a été décrite pour la première fois par Auguste Pomel en 1874 (Pomel 1874, p. 37). L'holotype est hébergé à l'herbier de Montpellier.

## Distribution
Pulicaria filaginoides est une endémique algérienne, connue d'une seule station, près d'Oran (Assi Ameur). Elle y pousse dans les lieux inondés pendant l'hiver (Pomel 1874, p. 37).

## Statut
La seule station connue a peut-être disparu, victime de l'urbanisation. Dans le doute, elle est classée comme étant en danger critique d'extinction.
Cette Pulicaire est protégée en Algérie. L'Union internationale pour la conservation de la nature demande également la protection de son habitat.